# 成骨
成骨（ossification）又称骨化、骨发生（osteogenesis）、骨矿化（bone mineralization），指硬骨的组织形成（bone tissue formation）。
正常健康骨组织的形成有两种过程：
- 膜内成骨[2]（intramembranous ossification）膜内骨化，是骨直接储放沉积到原始结缔组织膜（间充质）内。扁骨和不规则骨以此种方式发生。

- 软骨内成骨[3]（endochondral ossification）或软骨内骨化，则是以软骨作为前体的过程[4]，在预先形成的以透明软骨为主的結締組織基础上，将软骨逐步替换为骨，並引起血管新生，帶來鈣離子以利硬骨細胞合成骨質。四肢骨、躯干骨等以此种方式发生。

在骨重建（bone remodeling）中的骨化，是由成骨细胞储放新的骨质材料的过程；此时同一骨表面，破骨细胞发挥破骨作用后由成骨细胞发挥成骨作用，合成和分泌骨胶原，形成骨基质，并释放钙离子，使基质钙化而形成骨（硬骨）。